# Ljubnica
Ljubnica – wieś w Słowenii, w gminie Vitanje. W 2018 roku liczyła 301 mieszkańców.